# Valeriano Zanazzi
Valeriano Zanazzi (Marcaria, 13 luglio 1926 – Milano, 3 aprile 2004) è stato un ciclista su strada e ciclocrossista italiano.
Professionista e indipendente tra il 1946 e il 1951, partecipò cinque volte al Giro d'Italia.

## Carriera
Fratello dei ciclisti Renzo (n. 1924) e Mario Zanazzi (n. 1928), nel 1943 da allievo fu terzo nella Coppa d'Inverno. Nel 1944 da dilettante fu secondo ai campionati italiani di ciclocross svoltisi a Legnano e vinti da Valerio Berteotti; l'anno dopo fece invece sua la prima "Coppa di Novate Milanese", organizzata da un giovane dirigente novatese, Vincenzo Torriani.
Professionista dal 1946, corse per la Legnano, la Cimatti, la Arbos, l'Atala e la Lygie. Nel 1946 in maglia Legnano fu ottavo alla Milano-Sanremo, terzo nella prima semitappa della sedicesima tappa del Giro d'Italia e nuovamente terzo nella Coppa d'Inverno; nel 1950 in maglia Atala fu invece secondo nella decima tappa del Giro d'Italia. Concluse l'attività agonistica nel 1951.

## Piazzamenti

### Grandi Giri
- Giro d'Italia

1946: 39º
1947: 46º
1948: 40º
1949: 51º
1950: 68º

### Classiche monumento
- Milano-Sanremo

1946: 8º
1950: 57º
- Giro di Lombardia

1948: 72º